# Mengistu Haile Mariam
Mengistu Haile Mariam (መንግስቱ ኃይለ ማርያም, məngɨstu hajlə marjam; sinh năm 1937) là sĩ quan nổi bật nhất của Derg, một hội đồng quân sự cai trị Ethiopia từ năm 1974 đến năm 1987, và là Chủ tịch Cộng hòa Nhân dân Ethiopia từ năm 1987 đến năm 1991. Ông đã giám sát cuộc khủng bố đỏ Ethiopia thời kỳ 1977–1978, một cuộc đàn áp chống Đảng Cách mạng Nhân dân Ethiopia và các phái chống Derg khác. Mengistu đã chạy trốn sang Zimbabwe năm 1991 sau cuộc nổi dậy chống chính quyền của ông và hiện ông vẫn ở đó dù tòa án của Ethiopia đã xử vắng mặt ông với tội diệt chủng.